# Ptilopsis leucotis
Ptilopsis leucotis là một loài chim trong họ Strigidae.